# Antoine Gillet
Antoine Gillet (Libramont-Chevigny, 22 marzo 1988) è un velocista belga.

## Palmarès
| Anno                             | Manifestazione           | Sede       | Evento      | Risultato  | Prestazione | Note             |
| -------------------------------- | ------------------------ | ---------- | ----------- | ---------- | ----------- | ---------------- |
| 2009                             | Europei under 23         | Kaunas     | 400 m piani | 4º         | 46"13       |                  |
| 2009                             | Europei under 23         | Kaunas     | 4×400 m     | 4º         | 3'04"51     |                  |
| 2009                             | Universiadi              | Belgrado   | 4x400 m     | 4º         | 3'06"61     |                  |
| 2009                             | Mondiali                 | Berlino    | 4×400 m     | 4º         | 3'01"88     |                  |
| 2010                             | Mondiali indoor          | Doha       | 4×400 m     | Argento    | 3'06"94     | Record nazionale |
| 2010                             | Europei                  | Barcellona | 4×400 m     | Bronzo     | 3'02"60     |                  |
| 2011                             | Europei indoor           | Parigi     | 4×400 m     | Bronzo     | 3'06"57     | Record nazionale |
| 2011                             | Universiadi              | Shenzhen   | 400 m piani | Semifinale | 47"37       |                  |
| 2011                             | Mondiali                 | Taegu      | 4×400 m     | 4º         | 3'00"41     |                  |
| 2012                             | Europei                  | Helsinki   | 4×400 m     | Oro        | 3'01"09     |                  |
| 2012                             | Giochi olimpici          | Londra     | 4×400 m     | 5º         | 3'01"83     |                  |
| 2013                             | Mondiali                 | Mosca      | 4×400 m     | 4º         | 3'01"02     |                  |
| 2014                             | Europei                  | Zurigo     | 4×400 m     | 6º         | 3'02"60     |                  |
| 2015                             | Mondiali                 | Pechino    | 4×400 m     | 5º         | 3'00"24     |                  |
| In rappresentanza della Vallonia |                          |            |             |            |             |                  |
| 2013                             | Giochi della Francofonia | Nizza      | 400 m piani | Oro        | 46,64 m     |                  |
| 2013                             | Giochi della Francofonia | Nizza      | 4×400 m     | Argento    | 3'06"24 m   |                  |